# Стеван Лукетић
Стеван Лукетић (Будва, 8. новембар 1925 — Загреб, 1. октобар 2002) је био хрватски вајар црногорског порекла.

## Биографија
Стеван Лукетић је у партизане кренуо након капитулације Италије 1943. са 16 година. Преко Хвара, Виса, Босне, Јајца, доспио је у састав Прве пролетерске бригаде и с њом прешао пут од Дрвара преко Санџака до ослобођења Београда 1944. Лакше је рањен на пробоју Сремског фронта 1944. Последица рањавања је била да је имао једну ногу краћу.
Од 1946. до 1949. био је у одреду Југословенске армије на Слободној територији Трста, у Зони Б, и догурао до чина капетана ЈА. Изашао је из војске и уписао се на Академију ликовних уметности у Загребу 1950. године. Академију је завршио 1955. у класи Фране Кршинића Од 1952. до 1957. интензивно је радио као помоћник вајара Војина Бакића на његовим великим споменицима.
Од 1963, Лукетић редовно излаже и учествује на бројним конкурсима, на којима је неретко побеђивао и изводио своје информелне скулптуре од метала као споменике жртвама фашизма. Од 1987, радио је као професор на Културолошком факултету у Цетињу.
Од 1990е, Лукетић је постао помало персона нон грата у Хрватској, због своје партизанске прошлости и нехрватског порекла. Срушени су његови споменици у Кукуњевцу (12 м) и Бучју (Споменик 12. пролетерској славонској бригади), на подручју Пакраца. Однос према њему промењен је тик пред његову смрт. У априлу 2002. приређена му је велика изложба у Дому ХДЛУ у Загребу.

## Карактеристике Лукетићева дела
Стеван Лукетић је уз свог колегу Душана Џамоњу носио епитет вајара - швасера, јер је већину својих скулптура извео из металних отпадака (аутомобилских килера, точкова и сличних ствари) он је стварао тада у врло an vogue стилу “junk sculpture” koje је називао по бројевима нпр “LLS-VIII”. То су биле апстрактне форме, са веома необично информеловски обрађеним површинама.

## Избор најпознатијих дела
- 1970е Рељеф у конференцијској дворани бивше зграде ЦК СКХ (Витићева коцкица) 12,5 м x 6,5 м (тежак 6000 kg)[2]
- Споменик на Дотршћини, Загреб